# Xianbei

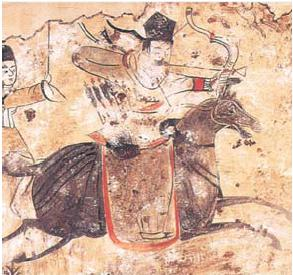
Pintura de uma tumba Xianbei escavada em 1982 na área de Zhao-yang (袁台子朝陽), ao lado do rio Daling, Liao-xi. Representação de um arqueiro Murong Xianbei. Antigo estado Yan (337-370).

Xianbei foi a maior e mais importante confederação tribal nomada da região estepe do norte da China, acima do rio Amur, durante os períodos da dinastia Jin (265-420) e dinastias do Norte (386-581). Estabeleceram-se na  atual Mongólia no século II — Manchúria, Mongólia Interior e leste da Mongólia, denominado Xianbei Shan, um termo histórico para a cadeia montanhosa do Grande Khingan — antes de migrarem para sul e oeste, nas zonas das atuais províncias chinesas de Shanxi, Shaanxi, Gansu, Qinghai, Hebei, Mongólia Interior e Liaoning. É provavel que alguns grupos xianbei tenham ocupado a antiga Heilongjiang a leste ou Hulun, a província imperial manchu, atualmente  parte integrante das regiões de Khabarovsk e Amur do Extremo Oriente Russo.
Antigos historiadores associam este povo como descendentes dos bárbaros Donghu do leste (東胡) e acreditam serem parentes do povo Wuhuan (烏桓). No entanto, existem vários conceitos sobre a sua filiação étnica e linguística. Enquanto alguns historiadores afirmam tratar-se de proto-mongóis, outros referem tratar-se de proto-turcos. Entre todas as tribos Xianbei aquela que maior êxito teve na governação foi Taγbač (rendição chinesa Tuoba 拓跋) que estabeleceu o domínio da dinastia Wei do Norte.
Em finais do século III AEC, a poderosa confederação dos Xiongnu liderada pelo Chanyu Modu, subjugou os Hu do leste. Derrotados, os Xianbei migraram ainda mais para leste, para a região de Liaodong (遼東) e estabeleceram-se no sopé da montanha Xianbei (鮮卑山), a partir do qual o seu nome é derivado. Durante o reinado do Imperador Wu (漢武帝 r. 141-87 AEC), da dinastia Han (206 AEC-220 EC) que destruiu a confederação Xiongnu, os Hu do Leste foram forçados a reconhecer a soberania do império Han e obrigados a estabelecer-se mais a sul. Assim, os Xianbei migraram para a região do rio Siramuren.